# Exklave Roetgen/Lammersdorf

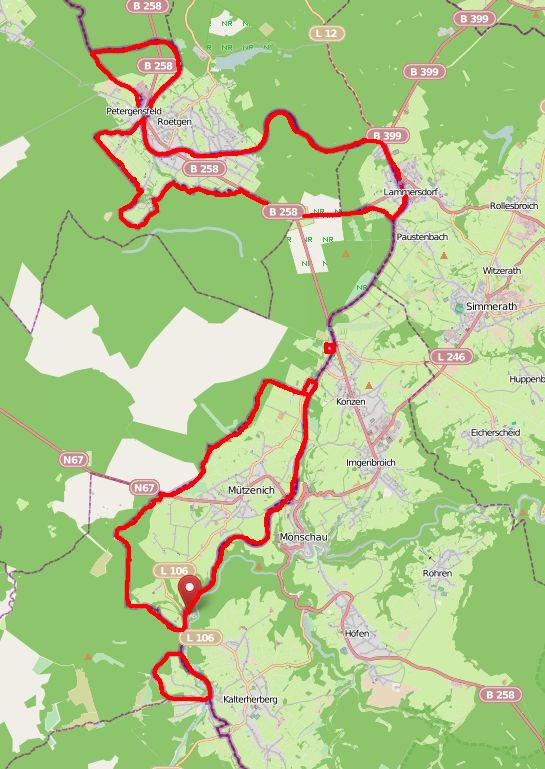
Die fünf deutschen Exklaven entlang der Vennbahn – im Norden die sich in West-Ost-Richtung erstreckende Exklave Roetgen/Lammersdorf

Die Exklave Roetgen/Lammersdorf ist eine von fünf deutschen Exklaven in Belgien (neben Münsterbildchen, Rückschlag, Ruitzhof und Mützenich) und Teil der Gemeinden Roetgen und Simmerath in Nordrhein-Westfalen.

## Lage
Die Exklave liegt im Grenzgebiet zwischen Deutschland (Nordrhein-Westfalen, Regierungsbezirk Köln) und Belgien (Wallonische Region, Provinz Lüttich). Sie wird begrenzt auf der nördlichen Seite durch die ehemalige Vennbahn, den heutigen Vennbahnradweg, und auf der südlichen Seite durch die deutsch-belgische Staatsgrenze. Sie erstreckt sich über zwei Gemeinden: Sie umfasst auf dem Gebiet der Gemeinde Roetgen den südlichen Teil des bebauten Ortes sowie die Naturschutzgebiete Weser und Hoscheider Venn mit Quellgebieten des Dreiläger- und Schleebaches. Vom Simmerather Ortsteil Lammersdorf gehören der westliche Ortsbereich und der Weiler Kämpchen sowie die Naturschutzgebiete Wollerscheider Wald, Wollerscheider Venn und Kämpchen zur Exklave.

## Geschichte
Nach dem Ende des Ersten Weltkriegs führte der Friedensvertrag von Versailles zu einer Reihe von Grenzänderungen in Europa. Deutschland verlor dadurch mehrere Gebiete, darunter einen Teil des Grenzgebiets. Durch den Vertrag von Versailles erhielt Belgien das sogenannte „östliche Gebiete“ (Eupen und Malmedy). Die belgisch-deutsche Grenze wurde nach Osten verschoben. Im Zuge dieser Grenzverschiebung wurde die Vennbahntrasse 1921 belgisches Staatsgebiet und verlief in einem 28,5 Kilometer langen Korridor durch deutsches Staatsgebiet. Der Vertrag über die Abtretung der Bahnlinie von Raeren bis Kalterherberg an Belgien und damit verbunden auch die „Bestimmungen betreffend die Grenze zwischen Deutschland und Belgien“ wurde am 6. November 1922 in Aachen unterzeichnet.
Während des Zweiten Weltkriegs wurden die Grenzen erneut verschoben. Am 18. Mai 1940 wurden die an Belgien abgetretenen Gebiete, die Kreise Eupen und Malmedy sowie Neutral-Moresnet wieder deutsch. Nach der Unterzeichnung des Waffenstillstandes am 9. Mai 1945 wurden Eupen, Malmedy und Moresnet wieder belgisch. Damit befand sich die Vennbahn wieder auf belgischem Gebiet und auch einige der alten Grenzsteine sind noch vorhanden.
Nach der Einstellung der Vennbahn im Jahr 1989 und dem Betrieb einer Museumsbahn wurde die Trasse in den 2000er-Jahren zum Radweg umgebaut. Das Gebiet der Trasse blieb belgisch.